# Электрион
Электрион (др.-греч. Ἠλεκτρύων) — в древнегреческой мифологии царь города Микены в Арголиде (Пелопоннес). По другой версии, царствовал в городке Мидея. Сын Персея и Андромеды. Жена Анаксо (версия — Евридика; либо Лисидика), дети Алкмена, Горгофон, Филоном, Келеней, Амфимах, Лисином, Хейромах, Анактор, Архелай (либо Алкмена, Горгофон, Перилай, Келаней, Амфимах, Номий, Деимах, Эпилай, Еврибий). От фригиянки Мидеи побочный сын Ликимний. 8 его сыновей были убиты тафиями.
После смерти сыновей решил отправиться в поход на телебоев (тафиев). Нечаянно убит своим зятем Амфитрионом. Амфитрион вернул ему похищенное стадо, но одна из коров стала убегать. Амфитрион метнул в неё дубину, та от рогов коровы рикошетом попала в голову Электриону и убила его наповал. По некоторым, был убит Амфитрионом во время свадебного пира по случаю женитьбы на Алкмене.